# Cymothoe sangaris
Espèce
Cymothoe sangaris est une espèce de lépidoptères (papillons) de la famille des Nymphalidae, de la sous-famille des Limenitidinae et de la tribu des Limenitidini.

## Répartition
Cette espèce se rencontre en Afrique centrale.

## Systématique
L'espèce Cymothoe sangaris a été décrite par l'entomologiste français Jean-Baptiste Godart en 1824, sous le nom initial de Nymphalis sangaris.

### Synonymie
- Nymphalis sangaris Godard, 1824 Protonyme
- Harma uselda Hewitson, 1869 [3]
- Cymothoe sangaris ab. reuteri Strand, 1910[4]
- Cymothoe sangaris ab. pallida Schultze, 1920[5]
- Cymothoe sangaris f. pluviatilis Overlaet, 1945[6]
- Cymothoe sangaris reuteri f. extimata Overlaet, 1945[7]
- Cymothoe sangaris reuteri f. simplicior Overlaet, 1945
- Cymothoe sangaris reuteri f. rubrior Overlaet, 1945[8]
- Cymothoe sangaris luluana f. orchymonti Overlaet, 1945[7]

### Taxinomie
Certains auteurs pensent que ce nom recouvre en fait deux sous-espèces distinctes. Ils se fondent sur des caractéristiques morphologiques (principalement chez les femelles), la recherche ADN et la spécialisation sur des plantes hôtes différentes.
Liste des sous-espèces
- Cymothoe sangaris sangaris (Guinée, Sierra Leone, Liberia, Côte d'Ivoire, Ghana, Nigeria, Cameroun, Congo, Angola, RDC: Ubangi, Mongala, Uele, Nord Kivu, Tshopo, Tshuapa, Équateur, Kinshasa, Kwango, Kasai, Sankuru et Maniema)
- Cymothoe sangaris luluana Overlaet, 1945 (RDC : Lualaba et Lomami, Zambie)

Le groupe du sangaris
Cette espèce sert de chef de file à un groupe qui comprend :
- Cymothoe anitorgis (Hewitson, 1874)
- Cymothoe aramis (Hewitson, 1865)
- Cymothoe coccinata (Hewitson, 1874)
- Cymothoe euthalioides Kirby, 1889
- Cymothoe harmilla (Hewitson, 1874)
- Cymothoe hobarti Butler, 1900
- Cymothoe magnus Joicey & Talbot, 1928
- Cymothoe ogova (Plötz, 1880)

## Cymothoe sangariset l'Homme

### Cymothoe sangariscomme emblème
Selon Jean-Vincent Brisset, directeur de recherches à l'Iris, le nom de l’opération Sangaris (une intervention militaire française en Centrafrique) fait référence à ce papillon parce qu’« un papillon, ce n'est pas méchant, ça ne dure pas très longtemps, c'est considéré comme joli et politiquement correct ».